# スポーツ平和党
スポーツ平和党（スポーツへいわとう、英: Sports and Peace Party）は、かつて存在した日本の政党。略称、スポ平（スポへい）、スポーツ。スポーツの精神を政治に取り込み、全国民が健康体を維持することで平和を実現しようとしていた政党である。

## 歴史

### 政党として
1989年（平成元年）、プロレスラーのアントニオ猪木を中心に結成。第15回参議院議員通常選挙において比例区に10人の候補者を擁立し、投開票の結果1議席を獲得、比例名簿第1位であった猪木が参議院議員に初当選した。当時の比例区は厳正拘束名簿式で、政党名票しか認められておらず、猪木の個人名を書いた無効票が大量に出たとされる。参議院では民社党と統一会派を組んだ（「民社党・スポーツ・国民連合」）。
1992年（平成4年）の第16回参議院議員通常選挙では、1970年代に南海ホークスや阪神タイガースの投手として活躍した野球評論家の江本孟紀を比例区名簿第1位で擁立し、他にも猪木の実兄である猪木快守（比例名簿第4位）、新日本プロレスの営業本部長として辣腕を振るった猪木の側近である新間寿（比例名簿第2位）、同じく新日本プロレスの元リングアナウンサー・専務であった倍賞鉄夫（比例名簿第6位、1989年も比例名簿第10位で立候補）なども立候補した。結果は比例区で1議席を得て、名簿第1位の江本が参議院議員に当選した。1994年（平成6年）には会派を組む民社党と共に野党系統一会派の「新緑風会」に合流するが、同年の新進党結党には参加せず、民主改革連合と共に「新緑風会」に残留した。
1993年（平成5年）6月には猪木の政治資金規正法違反疑惑などの週刊誌報道を受け、猪木が一時党首を辞任（江本が代表代行を務める）。さらには猪木の公設秘書や党幹事長に就いていた新間寿が猪木の疑惑を告発するなど党内は分裂状態となる。
1995年（平成7年）、元日本社会党で護憲新党あかつき代表の上田哲を共同代表に迎え、「あかつき」を吸収合併する形で第17回参議院議員通常選挙には比例区で3人を擁立。名簿順第1位で現職の猪木、第2位で上田、第3位で新日本プロレスのリングドクターの林督元がそれぞれ立候補したが、投開票の結果、議席を獲得できずに猪木は議席を失った。この選挙では猪木のかつての付き人であった髙田延彦が副党首を務めるさわやか新党が候補を擁立したことで競合して票割れした事も大きかった。猪木の落選を受け、江本が自由連合に移籍し、国会での議席を失った。

### 政治団体として
1998年（平成10年）の第18回参議院議員通常選挙では、選挙前にアントニオ猪木が党首を辞任。東京都選挙区で猪木快守ら4名を、比例区で女子プロレスラーの堀田祐美子、韓国・中国からの帰化人など3人を擁立するがいずれも議席を獲得できなかった。これにより7月17日に政治資金規正法上の政党要件も喪失した。また、この選挙では独自擁立だけでなく推薦も積極的に実施していたが、定数3の選挙区で4名の候補に推薦を出す失態も起こす（他党では自民党も宮城県選挙区で候補者調整に失敗し定数2に公認1、推薦2を立てた）。沖縄県選挙区では現職で沖縄社会大衆党委員長の島袋宗康を推薦し当選。同年の沖縄県知事選では、保守系の稲嶺恵一を推薦し、当選した。
2001年（平成13年）の第19回参議院議員通常選挙では党公認候補を立てず、自由連合と連携しスポーツ平和党最高顧問の相良寿一（猪木の実兄）や事務局長の持田哲也、堀田らを自由連合から擁立した（結果はいずれも落選）。沖縄県選挙区では無所属（国会では社民党と院内会派）の照屋寛徳を推薦したが、いずれも落選。2004年（平成16年）4月1日以降は、政治資金規正法第17条第2項により、政治活動（選挙運動を含む）のために寄附を受け、または支出をすることができない団体となった。2006年（平成18年）6月18日に政治団体を解散した。
ウェブサイトを公開していたが、ウェブスペース使用料が未払いであるとして、サイトに業者のアルファウイングの抗議文が掲載される事態となっていた。しかし、支払いのないまま強制閉鎖された模様。2001年（平成13年）に新たな公式サイトを公開したが、こちらも2007年（平成19年）3月中旬に閉鎖された。
なお、猪木自身はのち2013年（平成25年）7月、第23回参議院議員通常選挙に比例区で日本維新の会から立候補して当選し、 2019年（令和元年）7月まで参議院議員を務めた。退任後の2022年10月1日に死去している。

## 代表者
| 代 | 代表 | 代表           | 在任期間                       | 備考                 |
| -- | ---- | -------------- | ------------------------------ | -------------------- |
| 1  |      | 猪木快守       | 1989年6月23日 - 1989年9月27日  |                      |
| 2  |      | アントニオ猪木 | 1989年9月28日 - 1998年6月1日   | 届け出名は猪木寛至。 |
| 3  |      | 西銘一         | 1998年6月2日 - 2000年12月24日  | 届け出名は西銘和男。 |
| 4  |      | 猪木快守       | 2000年12月25日 - 2006年7月19日 |                      |
| 5  |      | 猪木啓介       | 2006年7月20日 - 不明           | 最後の党首           |

## 党勢の推移
党勢の推移は以下のとおり。
当選者に追加公認は含まず。追加公認には会派に加わった無所属を含む。

### 衆議院
| 選挙         | 当選/候補者 | 定数 | 備考 |
| ------------ | ----------- | ---- | ---- |
| （結党時）   | 0/-         | 512  |      |
| 第39回総選挙 | 0/1         | 512  |      |

### 参議院
| 選挙           | 当選/候補者 | 非改選 | 定数 | 備考 |
| -------------- | ----------- | ------ | ---- | ---- |
| （結党時）     | 0/-         | -      | 252  |      |
| 第15回通常選挙 | 1/10        | 0      | 252  |      |
| 第16回通常選挙 | 1/10        | 1      | 252  |      |
| 第17回通常選挙 | 0/3         | 1      | 252  |      |
| 第18回通常選挙 | 0/10        | 0      | 252  |      |